# Lucia Kornexl
Lucia Kornexl (* 13. Juli 1955 in Tittling) ist eine deutsche Anglistin.

## Leben
Von 1975 bis 1976 studierte sie Germanistik, Geschichte und Sozialkunde an der Universität München, von 1976 bis 1982 Anglistik, Sozialkunde und Geschichte an der Universität München und von 1978 bis 1979 English Language and Literature an der University of Exeter. Nach der Promotion 1992 in München ist sie seit 2007 Professorin für Englische Sprachwissenschaft in Rostock.
Ihre Forschungsbereiche sind historische Lexikologie und Wortbildung und Glossographie, Grammatikschreiben und Sprachunterricht im mittelalterlichen England.

## Schriften (Auswahl)
- Die Regularis Concordia und ihre altenglische Interlinearversion. Mit Einleitung und Kommentar. München 1993, ISBN 3-7705-2868-9.
- mit Ursula Lenker (Hg.): Bookmarks from the past. Studies in early English language and literature in honour of Helmut Gneuss. Frankfurt am Main 2003, ISBN 3-631-51692-4.
- mit Birte Bös (Hg.): Changing genre conventions in historical English news discourse. Amsterdam 2015, ISBN 978-90-272-0084-6.
- mit Ursula Lenker (Hg.): Anglo-saxon micro-texts. Berlin 2019, ISBN 3-11-062943-7.